# Бирлики
Бирлики (груз. ბირლიკი, азерб. Birlik) — село в подчинении сельской административно-территориальной единицы Калинино, Гардабанского муниципалитета, края Квемо-Картли Грузии с 98 %-ным азербайджанским населением. Находится в юго-восточной части Грузии, на территории исторической области Борчалы.

## История
Село было основано в 1928 году, созданием на данной территории сельскохозяйственной артели «Бирлик», тюркским племенем Агтеклели (азерб. Ağtəhləlilər).
Байрам Гезалов (Гара Байрам) является создателем села «Бирлики», который объединил артели под единым названием «Бирлики» что означает «Единство». В селении действовало 2 колхоза, один из которых создал и возглавил Б. Гезалов (Гара Байрам) который назывался «Ворошиловский колхоз».

### Топоним
Топоним села Бирлики (азерб. Birlik) в переводе с азербайджанского языка на русский означает «Единство».

## География
Село расположено на Гараязинской равнине, около шоссейной дороги Тбилиси — Гардабани, в 3 км от районного центра Гардабани, на высоте 310 метров над уровнем моря.

## Население
По данным Государственного статистического комитета Грузии, согласно официальной переписи 2002 года, численность населения села Бирлики составляет 1655 человек и на 98 % состоит из азербайджанцев.

## Экономика
Население в основном занимается овцеводством, скотоводством и овощеводством.

## Достопримечательности
- Средняя школа

## Известные уроженцы
- Мардан Тагы оглу Маммадов (02.05.1925-19.11.2016) - известный  агроном - кавалер орденов Ленина и Знак Почета;[7].
- Хаммед Гезалов — профессор;[7]
- Магерром Гасанов — кавалер ордена «Слава»;[7]
- Абдулали Ибрагимсой — поэт и журналист;[7]
- Ашуг Агаджан;[7]

- Оруджов Кулу Вели оглы - участник ВОВ

- Оруджов Зиядали Вели оглы - председатель сельского совета

- Оруджов Джумшуд Кулу оглы - главный инженер по земле строению Гардабанского района райисполкома.

- Маммадов Таныргулу Тагы оглы- директор средней школы.